# Dociostaurus genei
Dociostaurus genei är en insektsart som först beskrevs av Ocskay 1832.  Dociostaurus genei ingår i släktet Dociostaurus och familjen gräshoppor.

## Underarter
Arten delas in i följande underarter:
- D. g. genei
- D. g. littoralis